# 花之木町
花之木町（はなのきちょう、英: Hananoki-chō）は横浜市南区の町名。現行行政地名は花之木町1丁目から花之木町3丁目（字丁目）で、住居表示は未実施。面積は0.086km2。

## 地理
大岡川右岸に沿った北東～南西にやや長い町域を持ち、関内地区に近い北東が1丁目となっている。南東は宿町、北西は大岡川を挟み南太田および井土ケ谷下町と接している。1丁目東部は宿町にまたがる蒔田公園、2丁目西部は横浜市立蒔田中学校がある。3丁目には2016年まで、南区役所や消防署・公会堂などを併設した南区総合庁舎があった。庁舎が浦舟町の旧横浜市立大学医学部浦舟校舎へ移転した跡地には、スーパーマーケット「ライフ」を核テナントとした商業施設「ビエラ蒔田」が2022年10月に開業した。1・2丁目の境の通りには首都高速神奈川3号狩場線の花之木出口が接続しているが、入口は南太田の平戸桜木道路に接している。鉄道の最寄り駅は横浜市営地下鉄蒔田駅および京急本線南太田駅となる。

## 歴史

### 沿革
かつての中区蒔田町・南吉田町の一部で、1928年（昭和3年）に新設された。町名は小字から採られている。1417年（応永24年）の『横浜文書』の中の忍祐畠耕作権付与状に「花之木かいと」の記述が残されている。1943年に中区から南区が分離した事により、南区花之木町となる

## 世帯数と人口
2025年（令和7年）6月30日現在（横浜市発表）の世帯数と人口は以下の通りである。
| 丁目          | 世帯数  | 人口    |
| ------------- | ------- | ------- |
| 花之木町1丁目 | 171世帯 | 277人   |
| 花之木町2丁目 | 408世帯 | 671人   |
| 花之木町3丁目 | 50世帯  | 75人    |
| 計            | 629世帯 | 1,023人 |

### 人口の変遷
国勢調査による人口の推移。
| 年                 | 人口 |
| ------------------ | ---- |
| 1995年（平成7年）  | 995  |
| 2000年（平成12年） | 947  |
| 2005年（平成17年） | 898  |
| 2010年（平成22年） | 856  |
| 2015年（平成27年） | 799  |
| 2020年（令和2年）  | 947  |

### 世帯数の変遷
国勢調査による世帯数の推移。
| 年                 | 世帯数 |
| ------------------ | ------ |
| 1995年（平成7年）  | 466    |
| 2000年（平成12年） | 460    |
| 2005年（平成17年） | 454    |
| 2010年（平成22年） | 488    |
| 2015年（平成27年） | 475    |
| 2020年（令和2年）  | 574    |

## 学区
市立小・中学校に通学する場合は、町内全域が横浜市立南太田小学校および横浜市立蒔田中学校の学区となる（2024年11月時点）。

## 事業所
2021年（令和3年）現在の経済センサス調査による事業所数と従業員数は以下の通りである。
| 丁目          | 事業所数 | 従業員数 |
| ------------- | -------- | -------- |
| 花之木町1丁目 | 15事業所 | 145人    |
| 花之木町2丁目 | 27事業所 | 575人    |
| 花之木町3丁目 | 5事業所  | 260人    |
| 計            | 47事業所 | 980人    |

### 事業者数の変遷
経済センサスによる事業所数の推移。
| 年                 | 事業者数 |
| ------------------ | -------- |
| 2016年（平成28年） | 43       |
| 2021年（令和3年）  | 47       |

### 従業員数の変遷
経済センサスによる従業員数の推移。
| 年                 | 従業員数 |
| ------------------ | -------- |
| 2016年（平成28年） | 976      |
| 2021年（令和3年）  | 980      |

## 交通

### 道路
- 首都高速道路神奈川3号狩場線
  - 花之木出入口

## 施設
- 横浜市立蒔田中学校
- 蒔田公園（南側は宿町にかかっている）
- 日本基督教団 蒔田教会
- ビエラ蒔田（旧南区総合庁舎跡地、JR西日本不動産開発運営の複合商業施設で2022年10月20日開業）[18]

## その他

### 日本郵便
- 郵便番号 : 232-0018[3]（集配局：横浜南郵便局[19]）

### 警察
町内の警察の管轄区域は以下の通りである。
| 番・番地等 | 警察署   | 交番・駐在所 |
| ---------- | -------- | ------------ |
| 全域       | 南警察署 | 通町交番     |

## 参考資料
- 『県別マップル 神奈川県広域・詳細道路地図』2006年4刷 昭文社 ISBN 9784398626998
- “横浜市町区域要覧” (PDF).   横浜市市民局 (2016年6月). 2023年6月6日閲覧。